# Scotoplanes
Scotoplanes — рід голотурій родини Elpidiidae . Містить 5 видів.

## Поширення
Scotoplanes мешкають на океанському дні, зокрема на абісальній рівнині в Атлантичному, Тихому та Індійському океанах, як правило, на глибинах від 1200 до 5000 метрів. Деякі види можна зустріти в Антарктиці.

## Спосіб життя
Scotoplanes живуть на морському дні. Пересувається за допомогою гідравлічних ногоподібних придатків. Живиться органічними рештками у мулі та падаллю. Використовує нюх для пошуку бажаних джерел їжі, таких як трупи китів.

## Види
- Scotoplanes clarki (інші мови) Hansen, 1975
- Scotoplanes globosa (інші мови) (Théel, 1879)
- Scotoplanes hanseni (інші мови) Gebruk, 1983
- Scotoplanes kurilensis Gebruk, 1983
- Scotoplanes theeli (інші мови) Ohshima, 1915